# Джек Фрост

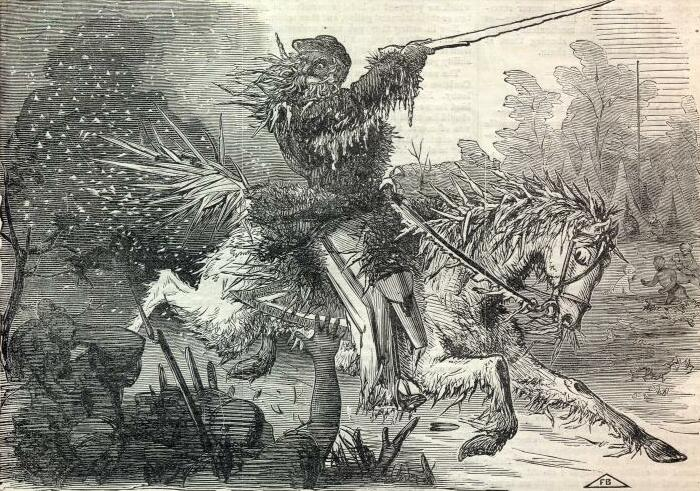
Малюнок ХІХ століття, який зображує Джека Фроста як генерал-майора Сполучених Штатів під час громадянської війни в США

Джек Фрост — уособлення морозу, льоду, снігу, мокрого снігу, зими та морозу. Він є різновидом Старого Зими, який відповідає за морозну погоду, щипає пальці на руках і ногах у таку погоду, фарбує листя восени та залишає візерунки, схожі на папороть, на холодних вікнах взимку.
Починаючи з літератури кінця ХІХ століття, більш розвинені характеристики Джека Фроста зображують його як персонажа, схожого на дух, який іноді з'являється як зловісний пустун або як герой.

## Контекст

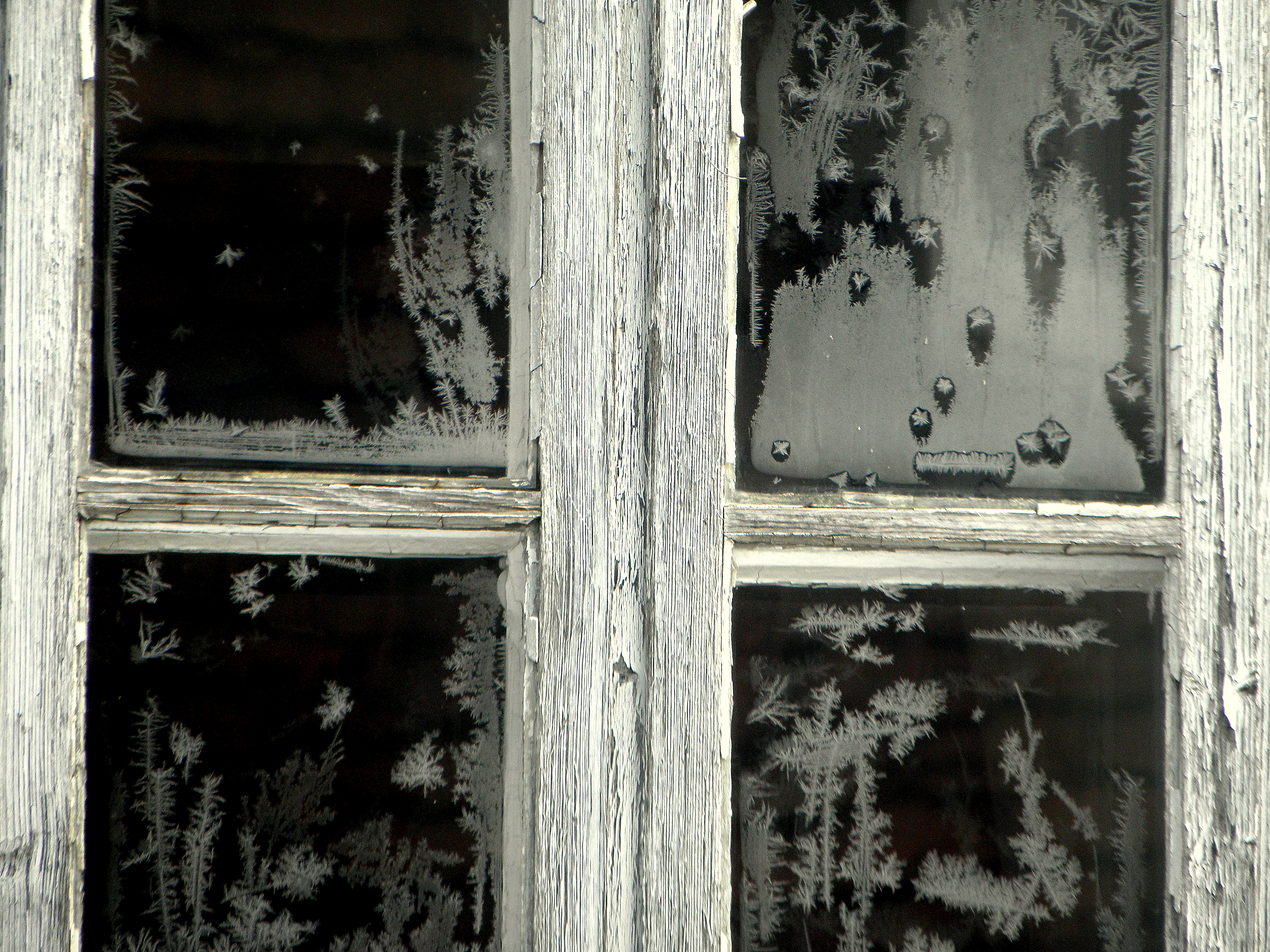
Мороз на вікні

Традиційно кажуть, що Джек Фрост залишає морозні візерунки, схожі на папороть, на вікнах холодними зимовими ранками (віконна іній або іній папороті) і щипає кінцівки в холодну погоду. З часом мороз вікна став набагато менш поширеним у сучасному світі завдяки розвитку подвійного скління, але Джек Фрост залишається добре відомою фігурою в масовій культурі. Його іноді описують або зображують із пензликом і відром, які фарбують осіннє листя в червоний, жовтий, коричневий і помаранчевий колір.

## Історія
Казки про Джека Мороза можуть походити від англосаксонських і скандинавських зимових звичаїв. Джек має цілий розділ, названий на його честь у «Калевалі», фінському національному епосі, складеному на основі їхньої давньої усної традиції.
Існують різні інші міфологічні істоти, які виконують подібну роль, але мають унікальний фольклор. У Росії він прийняв іншу форму як Дід Мороз, а в Німеччині натомість існує інша сутність, цілком відома як пані Метелиця. Гірський хребет Гіндукуш названий на честь історій про місцевого гіганта, який вбивав (кеш) тих, хто намагався пройти, і його порівнюють з англійським Джеком Фростом.
Найдавніша згадка про Джека Фроста в літературі міститься в книзі «Round About Our Coal Fire, or Christmas Entertainments», опублікованій у 1734 році.
Джек Фрост згадується у багатьох піснях, таких як зимова «Різдвяна пісня» (вона ж «Chestnuts Roasting on an Open Fire»), і фільмах. В одних ЗМІ його представляли як лиходія, а в інших — як героя.

## У масовій культурі

### Комікси
- У коміксах Джек Фрост з'являється як супергерой у творах, опублікованих Timely Comics (зараз Marvel Comics) у 1940-х роках.
- У Marvel Comics був другий Джек Фрост, перший псевдонім оригінальної Blizzard.
- Джек Фрост — це псевдонім Дейна Макгоуена, одного з головних героїв серіалу Vertigo 1990-х «Невидимки».
- У Jack of Fables (додаткова частина Fables) титульним персонажем на деякий час став Джек Фрост. Другий Джек Фрост («Джек теж, або Джек два») з'являється як син Джека Горнера та Снігової Королеви.

### Фільми
- «Морозко», російський фільм 1964 року, в англійському перекладі має назву «Джек Фрост».
- У фільмі 1997 року «Джек Фрост» Скотт Макдональд грає серійного вбивцю, який перетворився на снігову людину, який продовжує лютувати. Цей фільм породив продовження у 2000 році: Джек Фрост 2: Помста мутанта-вбивці Сніговика.
- У фільмі 1998 року Джек Фрост Майкл Кітон грає людину, перетворену на сніговика на ім'я Джек Фрост.
- Джек Фрост з'являється як основний антагоніст у фільмі Санта Клаус 3: Застереження про втечу, якого грає Мартін Шорт.
- Джек Фрост з'являється як головний герой Вартових легенд, заснованого на серіалі Вартові дитинства Вільяма Джойса[9], озвученого Крісом Пайном.

### Радіо, анімація та телебачення
- Джек Фрост з'являється в дитячому радіосеріалі The Cinnamon Bear.
- Джек Фрост з'являється як головний герой короткометражного мультфільму Уба Айверкса 1934 року «Джек Фрост» із серії ComiColor Cartoons.
- Джек Фрост — головний герой (озвучений Робертом Морсом) спеціального телесеріалу Rankin/Bass, знятого в 1979 році. Персонаж (озвучений Полом Фрізом) також з'являється в різдвяному телевізійному випуску «Зимова країна чудес Фрості» та в «Різдво Рудольфа та Фрості» в липні , який знову озвучує Пол Фріз.

### Відео ігри
Джек Фрост з'являвся у багатьох відеоіграх, зокрема:
- Megami Tensei (серія ігор, включаючи такі спін-офи, як Shin Megami Tensei, Jack Bros. і Persona; ця ітерація Джека Фроста також є талісманом для розробника ігор, Atlus)
- Пригодницький квест
- Місто Лиходіїв
- Гранадо Еспада
- Війни гільдій
- Killing Floor
- Рагнарок онлайн
- Rise of the Guardians: The Video Game (за мотивами однойменного фільму)
- RuneScape
- Scribblenauts Unlimited
- The Sims FreePlay

### Музика
- У Jethro Tull є пісня під назвою «Jack Frost and the Hooded Crow»
- Saint Vitus зображує Джека Фроста як злого духа зими на своєму альбомі V
- Радіостанція WRHS-FM 89.7 у Норріджі, штат Іллінойс, називає свій святковий музичний формат «Джек Фрост»
- Це ім'я використовувалося як псевдонім музикантами Бобом Діланом і Джеком Демпсі
- Джек Фрост, австрійський дум-метал гурт
- Джек Фрост, австралійський дует
  - Jack Frost, альбом Джека Фроста 1991 року
- Пісня «The Christmas Song» Ната Кінга Коула містить текст «Jack Frost nipping at your nose»
- У пісні Берта Бакарача «The Bell That Couldn't Jingle» Джек Фрост «заморожує сльозу».